# Forces armées malaisiennes
 (juillet 2017).
Si vous disposez d'ouvrages ou d'articles de référence ou si vous connaissez des sites web de qualité traitant du thème abordé ici, merci de compléter l'article en donnant les références utiles à sa vérifiabilité et en les liant à la section « Notes et références ».

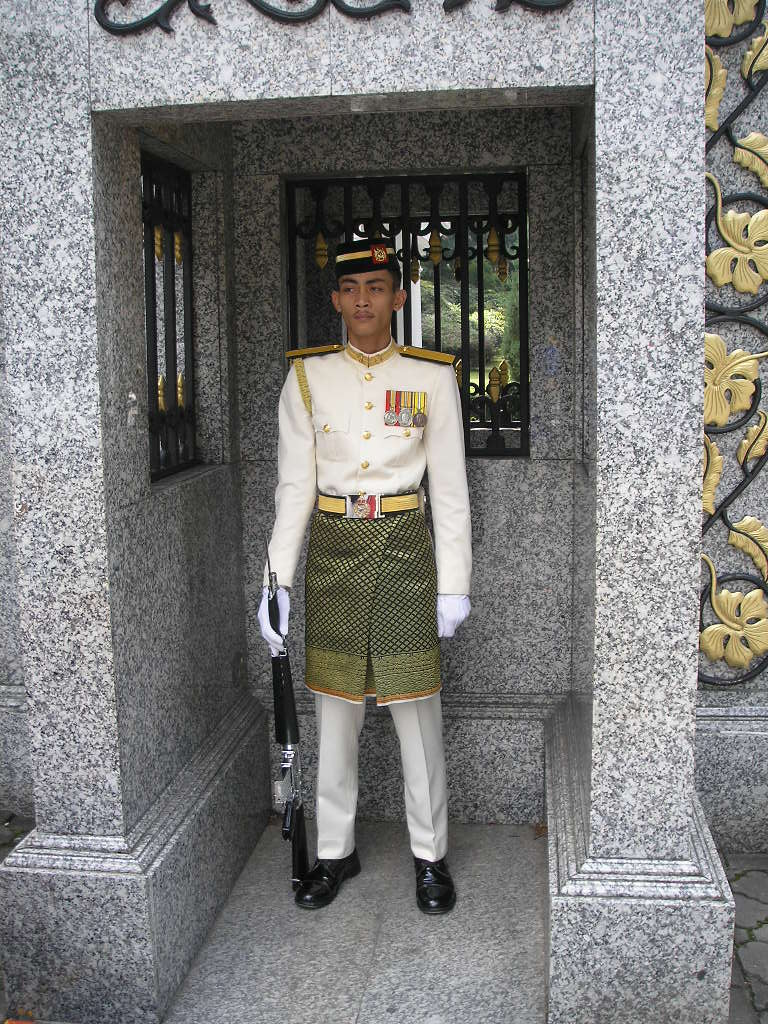
Soldat de la Garde royale à Kuala Lumpur

Les Forces armées malaisiennes sont officiellement dénommées en anglais Malaysian Armed Forces (MAF) ou en malais Angkatan Tentera Malaysia (ATM). 
Elles se composent de trois branches distinctes : 
- Royal Malaysian Navy (RMN, en malais : Tentera Laut Diraja Malaysia - TLDM)
- Malaysian Army (en malais : Tentera Darat Malaysia - TDM)
- Royal Malaysian Air Force (RMAF, en malais : Tentera Udara Diraja Malaysia - TUDM)

Elles sont actuellement placées sous les ordres du général Tan Sri Dato' Sri Abdul Aziz bin Zainal.

## Historique
La première unité militaire malaisienne est composée des Malay States Volunteer Rifles, active de 1915 à 1936. Les forces armées montent progressivement en puissance avec la création de nouveaux bataillons et régiments.
L'unité malaisienne combattra notamment à Singapour le 14 février 1942, lors de la « bataille de La colline de l'Opium » sous les ordres du lieutenant Adnan Bin Saidi, contre la 18e division de l'armée impériale japonaise commandée par le lieutenant-général Renya Mutaguchi.
La deuxième Guerre mondiale terminée, l'armée malaisienne continue d'augmenter ses effectifs pour faire face aux problèmes avec son voisin indonésien, comptant ainsi un total de sept bataillons d'infanterie au début des années 1950.
Le 1er septembre 1952 est créé le Kor Armor DiRaja – le corps blindé royal – qui changera toutefois plusieurs fois de nom avant de reprendre son nom d'origine et de continuer à former les forces blindées malaisiennes. C'est notamment à ce corps qu'ont été versés les chars PT-91 reçus à partir de 2007.
L'armée malaisienne est actuellement en pleine modernisation. Selon le Stockholm International Peace Research Institute (SIPRI), les importations d'armes de la Malaisie entre 2005 et 2009 représentent 722 % de celles entre 2000 et 2004.

## Doctrine
Les missions officielles de l'armée malaisienne sont les suivantes :
- la défense de la souveraineté du territoire et des intérêts stratégiques malaisiens ;
- pouvoir assister le pays en cas de catastrophes ou de troubles majeurs ;
- être capables d'intervenir dans le cadre d'opérations internationales.

Elle a signé avec les Five Power Defence Arrangements un accord de défense avec Singapour, l'Australie, la Nouvelle-Zélande et le Royaume-Uni.

## Armée de terre

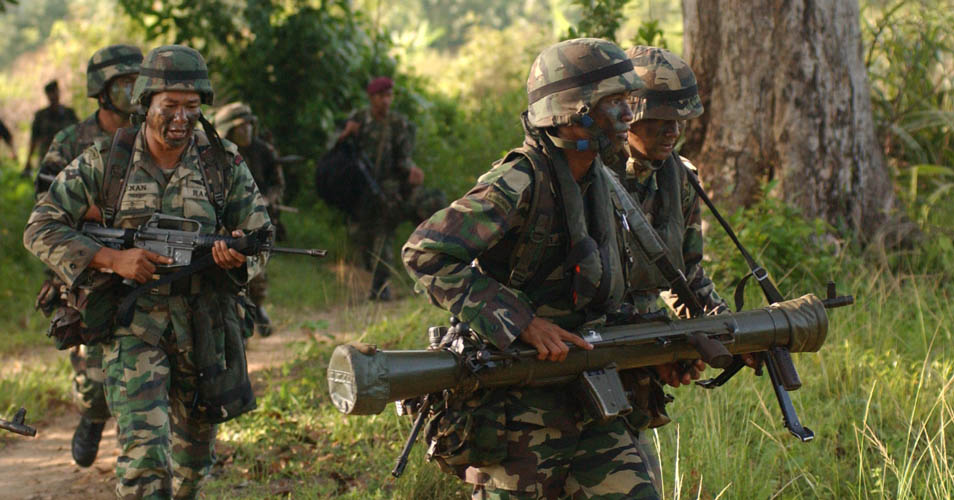
Soldats malaisiens durant un exercice le 14 juillet 2005. L'homme au premier plan est muni d'un lance-roquettes Carl Gustav.

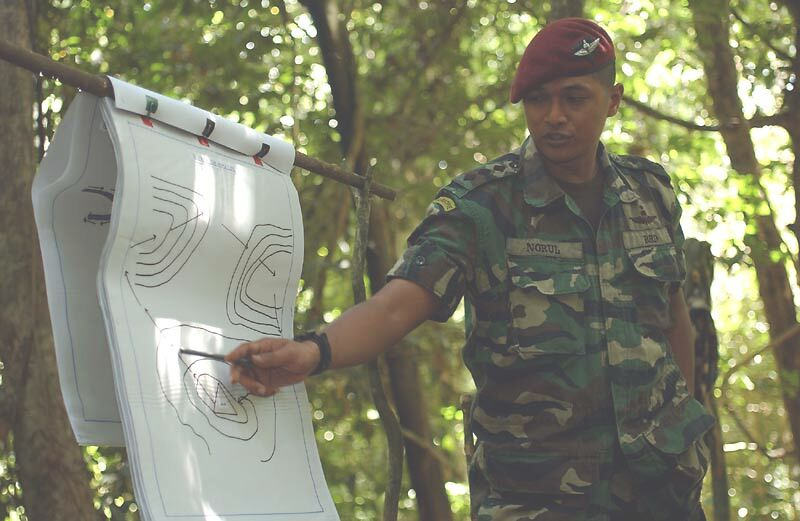
Un capitaine d'un régiment de rangers malaisiens durant un briefing avec des soldats américains.

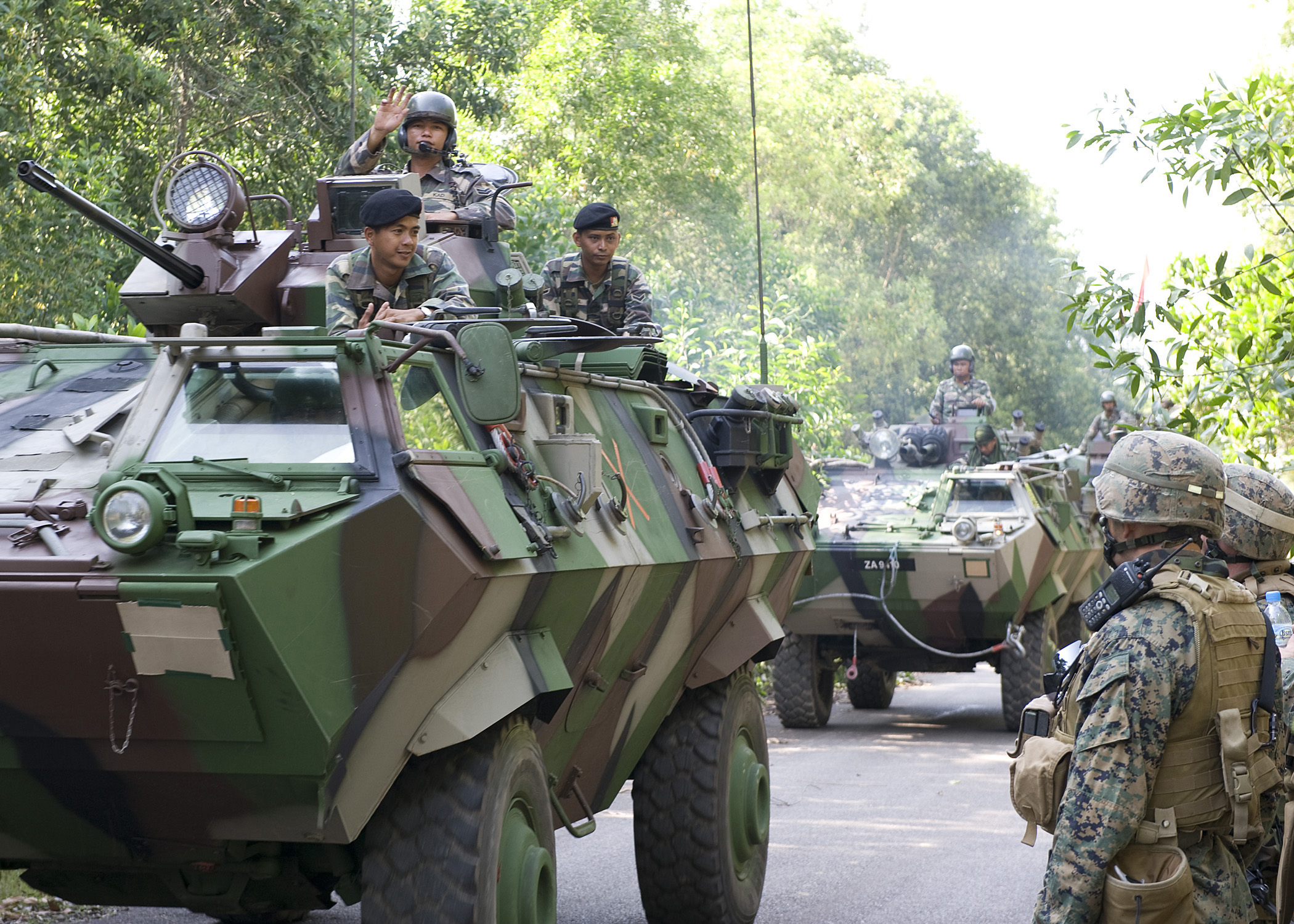
Transports de troupes blindés Condor des Forces armées malaisiennes en 2009.

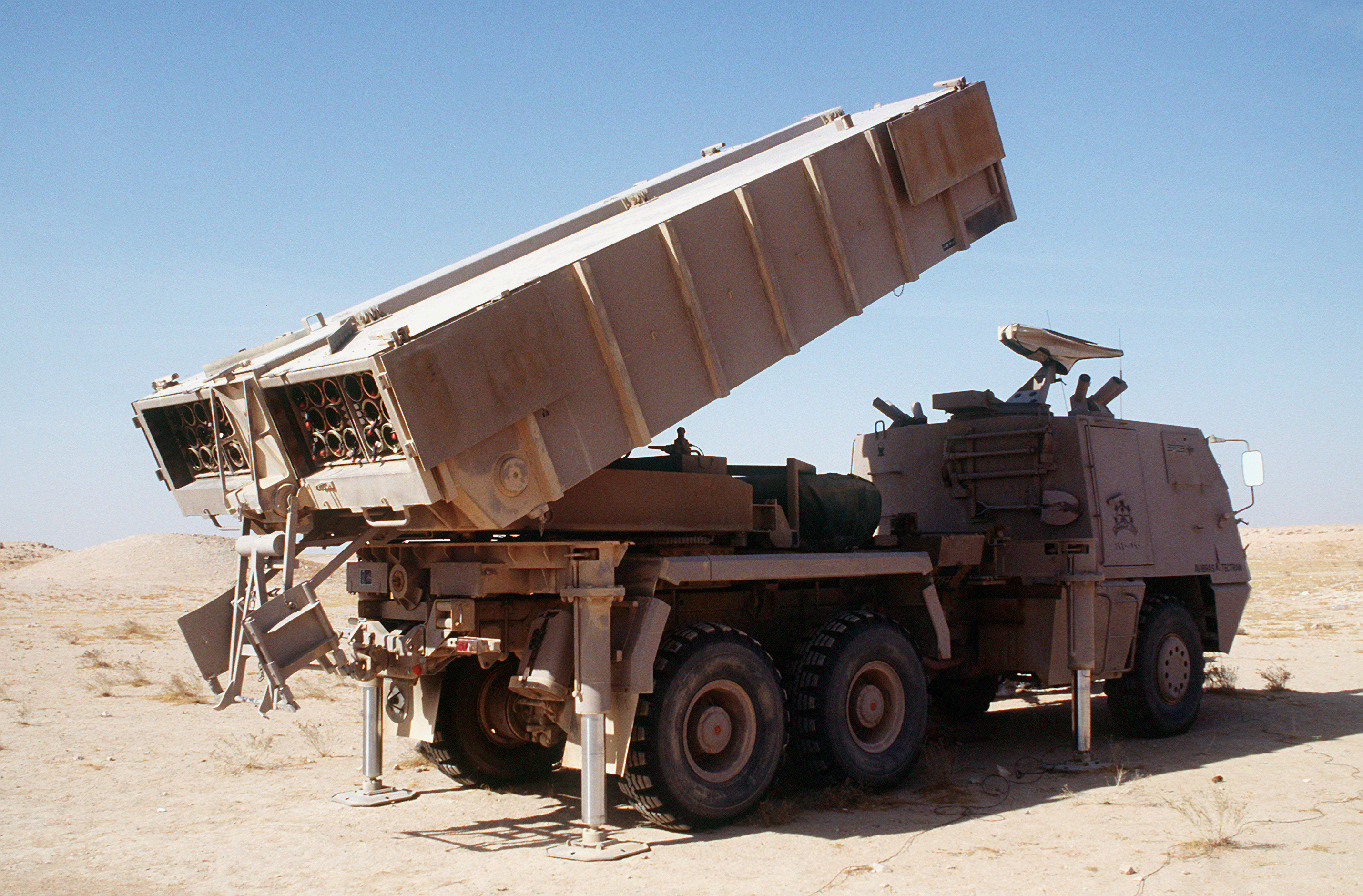
Un Astros II saoudien. La Malaisie en possède 54 exemplaires.

Les forces terrestres comptent environ 80 000 hommes, auxquels s'ajoute une réserve active de 50 000 hommes. L'armée de terre en elle-même est composée de 26 bataillons d'infanterie légère, 3 bataillons d'infanterie aéroportée, 3 bataillons d'infanterie mécanisée, 5 régiments blindés, dont 1 de chars lourds monté sur PT-91 Twardy, 16 régiments d'artillerie, dont 4 de défense anti-aérienne à courte portée, et 3 régiments de forces spéciales.
L'armée de terre malaisienne entreprit une profonde modernisation de ses forces après la crise économique asiatique de 1997. Cela passa d'une part par la commande de 28 canons G-5 MK-III sud-africains et 18 lance-roquettes multiples Astros 2 brésiliens, commande honorée et livrée en 2006, suivie d'une nouvelle livraison de 18 exemplaires en 2007.
Encore plus remarquée, l'acquisition de 48 chars lourds polonais PT-91 Twardy. Dénommée PT-91M Pendekar (Malesia), cette version modifiée pour le marché malaisien possède un système de contrôle de tir français réalisé par Thalès, un nouveau moteur diesel, des systèmes radio différents, un armement remanié (canon principal Konstrukta 2A-46MS) et des systèmes optiques et de navigation français.
Le parc d'hélicoptères de l'Aviation de l'armée malaisienne a vu en 2005/2006 ses capacités accrues par la livraison d'une dizaine d'Agusta A.109 en remplacement des Alouette 3 utilisées jusqu'ici. Des hélicoptères Nuri S-61A4, versions malaisiennes du Sikorsky SH-3 Sea King, ont été également reçus avant d'être reversés à la force aérienne.
Les autorités malaisiennes ont aussi annoncé au cours du Salon Defense Service Asia 2006 à Kuala-Lumpur avoir obtenu la licence de fabrication des carabines américaines Colt M-4. Il est prévu que cette version compacte du M-16 remplace les Steyr AUG utilisés actuellement. Le reste de l'armement léger en dotation générale comprend le pistolet HP, des fusils d'assaut M-16A1 et Steyr AUG-A1 (en voie de remplacement) et les nouvelles carabines Colt M-4. La FN MAG reste la mitrailleuse légère standard, les forces spéciales ayant droit à un armement plus spécifique. Les systèmes antichars sont constitués entre autres par les lance-roquettes RPG-7, AT-4, C-90 ou Carl Gustav MK-2 et le missile antichars Metis-M.
La modernisation des forces terrestres met également l'accent sur la défense anti-aérienne, notamment à courte portée, par l'achat de missiles sol-air portables SA-18 Igla de fabrication russe. Le reste de la gamme anti-aérienne comprend les MANPADS Anza MK-II pakistanais et des Starbrust britanniques. La défense fixe ou mobile est assurée par des Rapier.

## Armée de l'air

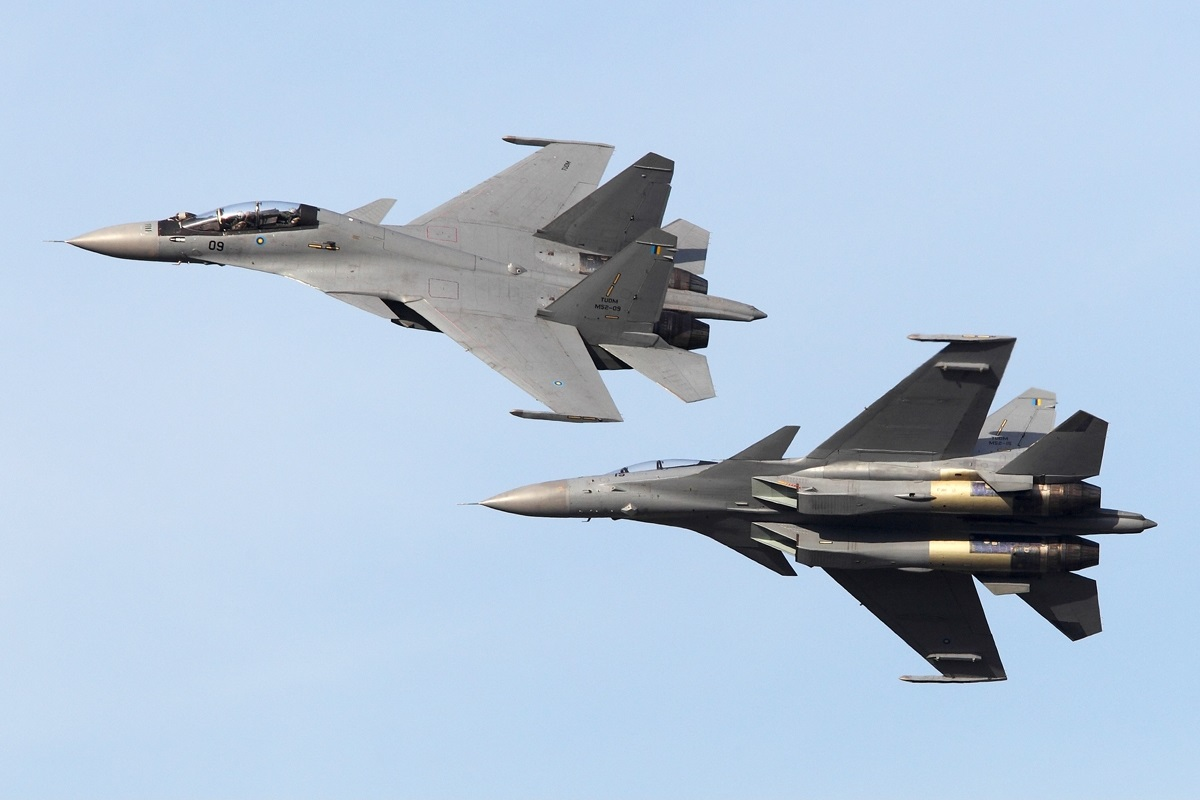
Deux Sukhoi Su-30MKM.

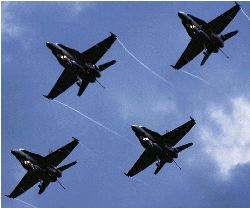
Quatre F/A-18D Hornet : la Malaisie en a commandé en 1997.

Formée en 1958, la force aérienne malaisienne possède un parc aérien assez varié comprenant des appareils de fabrication russe, américaine ou européenne.
Elle a entamé sa modernisation au début des années 1970 et l'a poursuivie jusque dans les années 1990, remplaçant ainsi ses Norhtop F-5 de reconnaissance par des CA-27 Sabre, acquérant des Hawk comme avions d'entraînement et des MiG-29 U/N en 1995, suivis par des F/A-18D Hornets en 1997 pour sa capacité d'interception et d'interdiction aérienne.
En 2003 un accord est passé avec la Russie pour la livraison de 18 Sukhoi Su-30 MKM (Modernizirovannyi Kommercheskiy Malaysia), les deux premiers étant livrés le 2 juin 2007 à la base aérienne de Gong Kedak. Les intercepteurs se distinguent par les différentes origines de leur avionique, comprenant des éléments français, sud-africains et russes.
Le 8 décembre 2005, la force aérienne malaisienne annonce son intention d'acquérir des Airbus A-400M pour accroître sa capacité de transport, quatre sont livrés entre mars 2015 et mars 2017.
La force aérienne possède sa propre unité de forces spéciales, dénommée PASKAU (Paskuan Khas Udara), spécialisée dans le contre-terrorisme et la protection des installations clés malaisiennes. Elle peut également être utilisée dans une optique offensive pour la désignation de cibles au sol ou des opérations de sabotage derrière les lignes ennemies.

## Forces navales

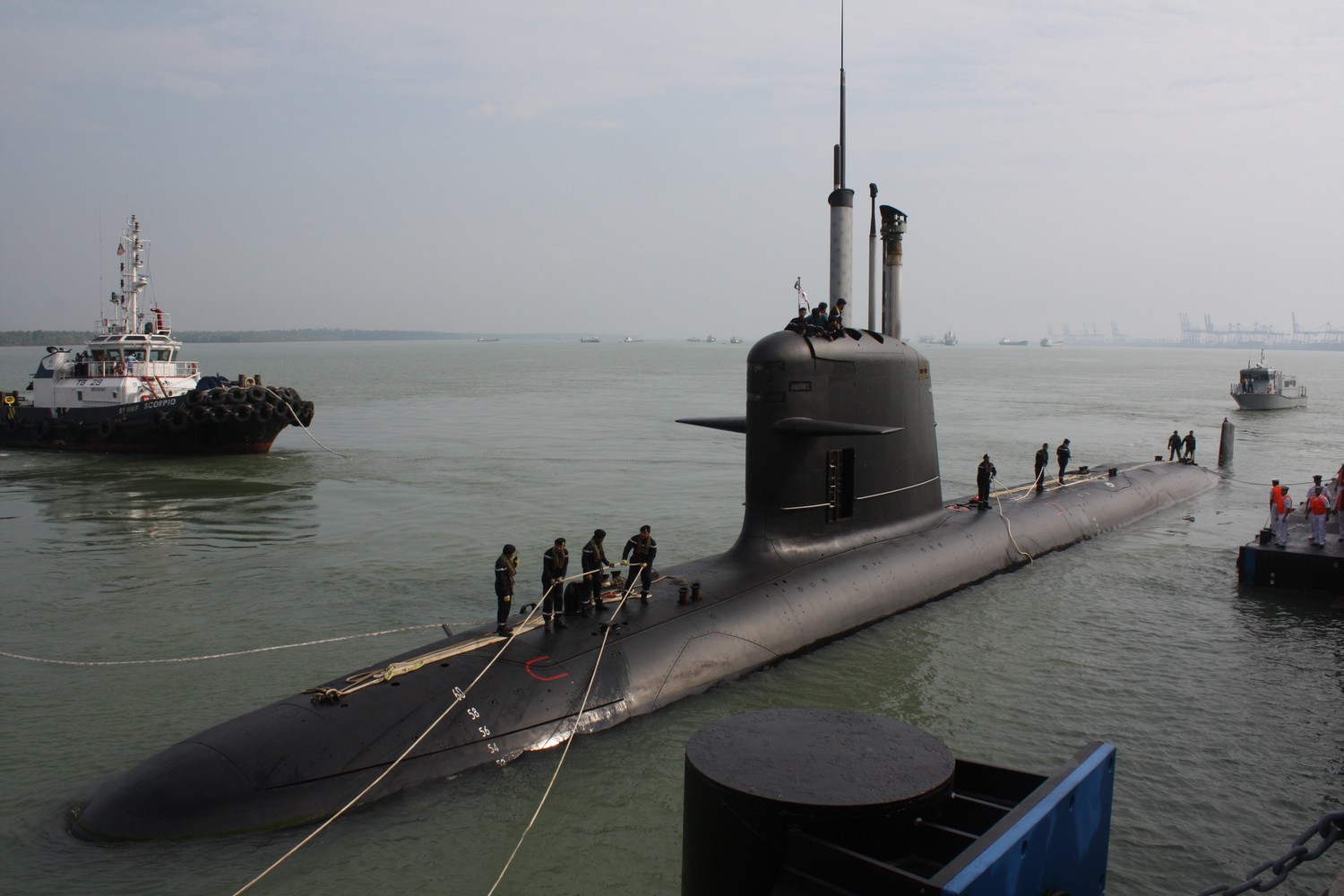
Arrivée du Tunku Abdul Rahman (classe Scorpène) dans la base navale de Port Kelang le 3 septembre 2009.

À la fin des années 1980, la Malaisie entreprend une profonde remise à niveau de sa Marine nationale. Avec entre autres 4 corvettes lance-missiles classe Laksamana, d'abord construites pour l'Irak – mais non livrées à la suite des sanctions internationales – sont commissionnées en Italie. Les quatre navires sont complétés par 2 frégates classe Lekiu et 2 classe Kasturi mises en chantier par l'allemand Blohm Voss.
La Malaisie a également fourni de gros efforts pour développer sa flotte sous-marine. En 2006 deux sous-marins français de la classe Scorpène – dont les équipages seront formés à Brest – sont commandés. Leur armement comprend des torpilles guidées Black Shark et des missiles anti-navires Exocet SM-39. Ils ont été livrés en 2009.
Cette livraison fait l'objet d'une sévère controverse en Malaisie. Le groupe d'opposition Suaram met en cause des officiels malaisiens pour corruption active et passive, perception de commissions et paiement de rétro-commissions. Une enquête est également ouverte en France.

## Théâtres d'opérations connus
La Malaisie est depuis longtemps impliquée dans de nombreuses opérations militaires, que ce soit lors de guerres ouvertes, de luttes anti-guérilla ou d'opérations multinationales sous l'égide des Nations unies. En voici une liste non exhaustive :
- État d'urgence (1948-1960)
- Insurrection communiste dans l'État de Sarawak (1963-1990)
- Confrontation indonésio-malaisienne (1963-1966)
- Surveillance de la frontière irano-irakienne (1988-1991)
- Surveillance de la frontière koweito-irakienne (1992-2003)
- Cambodge (1992-1993)
- Guerre de Bosnie-Herzégovine (1993-1998)
- Somalie (1993-1994)
- Conflit de Sabah (2013)
- Guerre d'Afghanistan (2001-2014) au sein de la FIAS
- Seconde guerre civile soudanaise au sein de la MINUS et de la MINUSS (2003-2018)
- Deuxième guerre civile libérienne au sein de la MINUL
- Timor oriental au sein de la MINUT
- Guerre civile népalaise au sein de la MINUNEP.

L'armée malaisienne participe à des opérations de maintien de la paix :
- Liban : au sein de la FINUL (neuf civils) ;
- République démocratique du Congo : au sein de la MONUSCO (quatre observateurs militaires et deux civils) ;
- Sahara occidental : au sein de la MINURSO (sept observateurs militaires) ;
- Soudan : au sein de la UNISFA (un observateur militaire et un civil) ;
- Yémen : au sein de la UNMHA (en) (un observateur militaire).